# Bururi
Bururi er en by i den sydlige del af Burundi, med et indbyggertal (pr. 2007) på cirka 20.000. Byen er hovedstad i en provins af samme navn.
3°57′S 29°37′Ø / 3.950°S 29.617°Ø